# مایکل گیلدن
مایکل گیلدن (به انگلیسی: Michael Gilden) (زاده ۲۲ سپتامبر ۱۹۶۲ درگذشته ۵ دسامبر ۲۰۰۶) بازیگر آمریکایی بود.